# Vârlezi
Vârlezi là một xã thuộc hạt Galați, România. Dân số thời điểm năm 2002 là 2209 người.